# Breitach
Sông Breitach là một dòng sông núi dài 24 kilômét (15 mi), nguồn Tây Nam (phía trái) của Iller ở Alps Allgäu, chạy qua bang Vorarlberg (Áo) và Bayern (Đức).

## Chi tiết
Dòng sông bắt nguồn từ Baad, thuộc Mittelberg, trong Kleinwalsertal, Áo là sự kết hợp của ba nguồn suối nhỏ hơn. Nó chảy theo hướng Tây Bắc qua thung lũng mà trước đó được gọi là Breitachtal ("Thung lũng Breitach") tên theo dòng sông. Tại Walserschanze, biên giới Áo-Đức, Breitach đi vào lãnh thổ Đức và chạy quanh co trong Breitachklamm hẹp. Sau đó, Starzlach chảy từ phía tây vào Breitach. Tại cái gọi là nguồn sông iller, Oberstdorf, Breitach, Stillach và Trettach  cùng nhập lại tạo thành sông iller.
Đặc biệt về địa chất là cái gọi là đá breitach; Một khoáng chất màu nâu và có đường gãy nhỏ, nó chỉ được tìm thấy trong breitach.